# Кирк-Чолпан
Кирк-Чолпа́н (укр. Кирк-Чолпан, крымскотат. Qırq Çolpan, Къыркъ Чолпан) — исчезнувшее село в Первомайском районе Республики Крым, располагавшееся на западе района, у границы с Раздольненским, в степной части Крыма, примерно в 3 километрах западнее современного села Алексеевка.

### Динамика численности населения
| - 1864 год — 47 чел. - 1889 год — 83 чел. - 1892 год — 11 чел. | - 1900 год — 75 чел. - 1915 год — 49/75 чел. - 1926 год — 204 чел. |

## История
Первое документальное упоминание села встречается в Камеральном Описании Крыма… 1784 года, судя по которому, в последний период Крымского ханства Кырк Джолбан входил в Каракуртский кадылык Бахчисарайского каймаканства. Затем, после присоединения Крыма к России 8 февраля 1784 года, видимо, вследствие эмиграции крымских татар в Турцию, деревня опустела и встречается только на военно-топографической карте 1817 года, где Кир алтачи обозначена пустующей. На карте 1836 года в деревне 3 двора, а на карте 1842 года, как Кырк, обозначен условным знаком «малая деревня», то есть, менее 5 дворов.
В 1860-х годах, после земской реформы Александра II, деревню приписали к Биюк-Асской волости. Согласно «Памятной книжке Таврической губернии за 1867 год», была покинута жителями, вследствие эмиграции крымских татар, особенно массовой после Крымской войны 1853—1856 годов, в Турцию и вновь заселена татарами. По «Списку населённых мест Таврической губернии по сведениям 1864 года», составленном по результатам VIII ревизии 1864 года, во владельческой татарской деревне Кирк-Чолпан при колодцахъ было 5 дворов, 47 жителей и мечеть. По обследованиям профессора А. Н. Козловского 1867 года, вода в колодцах деревни Курт-Чолна была пресная, а их глубина достигала 20—30 саженей (42—63 м). На карте Шуберта 1865—1876 года в деревне Кырк обозначено 5 дворов. В «Памятной книге Таврической губернии 1889 года», по результатам Х ревизии 1887 года, в деревне Кырк числилось 16 дворов и 83 жителей. По «…Памятной книжке Таврической губернии на 1892 год» в деревне Кирк (или Чолпан) Биюк-Асской волости Евпаторийского уезда, входившей в Кадышский участок, было 11 жителей в 1 домохозяйстве.
Земская реформа 1890-х годов в Евпаторийском уезде прошла после 1892 года, в результате Кирк-Чолпан приписали к Коджанбакской волости.
По«…Памятной книжке Таврической губернии на 1900 год», в деревне Кирк-Чолпак числилось 75 жителей в 18 дворах. По Статистическому справочнику Таврической губернии. Ч.II-я. Статистический очерк, выпуск пятый Евпаторийский уезд, 1915 год, в Коджамбакской волости Евпаторийского уезда числились 2 хутора Кирк-Чолпан — просто Кирк-Чолпан — 6 дворов с татарским населением в количестве 40 человек приписных жителей и 7 — «посторонних», из которых 24 мужчины и 23 женщины. При хуторе числилось 300 десятин удобной земли. В хозяйствах имелось 60 лошадей, 40 волов, 12 коров и 320 голов мелкого скота. Кирк-Чолпан (Борисовка наследников А. Сарача) — 1 двор, 9 приписных и 68 «посторонних» (54 мужчины, 23 женщины, 2199 десятин земли, 148 волов, 15 коров и 400 голов мелкого скота.
После установления в Крыму Советской власти, по постановлению Крымревкома от 8 января 1921 года № 206 «Об изменении административных границ» была упразднена волостная система и село вошло в состав Евпаторийского района Евпаторийского уезда, а в 1922 году уезды получили название округов. 11 октября 1923 года, согласно постановлению ВЦИК, в административное деление Крымской АССР были внесены изменения, в результате которых округа были отменены и произошло укрупнение районов — территорию округа включили в Евпаторийский район. Согласно Списку населённых пунктов Крымской АССР по Всесоюзной переписи 17 декабря 1926 года, в селе Кирк-Чолпан, Эски-Аликечского сельсовета Евпаторийского района, числилось 48 дворов, из них 45 крестьянских, население составляло 204 человека, из них 174 татарина и 30 русских, действовала татарская школа. После образования 15 сентября 1931 года Фрайдорфского еврейского национального района (в 1944 году переименованного в Новосёловский) Кирк-Чолпан включили в его состав. Село ещё обозначено на двухкилометровой карте Генштаба 1942 года, в дальнейшем в доступных документах не встречается.